# Ctenella chagius
Ctenella chagius är en korallart som beskrevs av Matthai 1928. Ctenella chagius ingår i släktet Ctenella och familjen Meandrinidae. IUCN kategoriserar arten globalt som starkt hotad. Inga underarter finns listade i Catalogue of Life.

## Bildgalleri

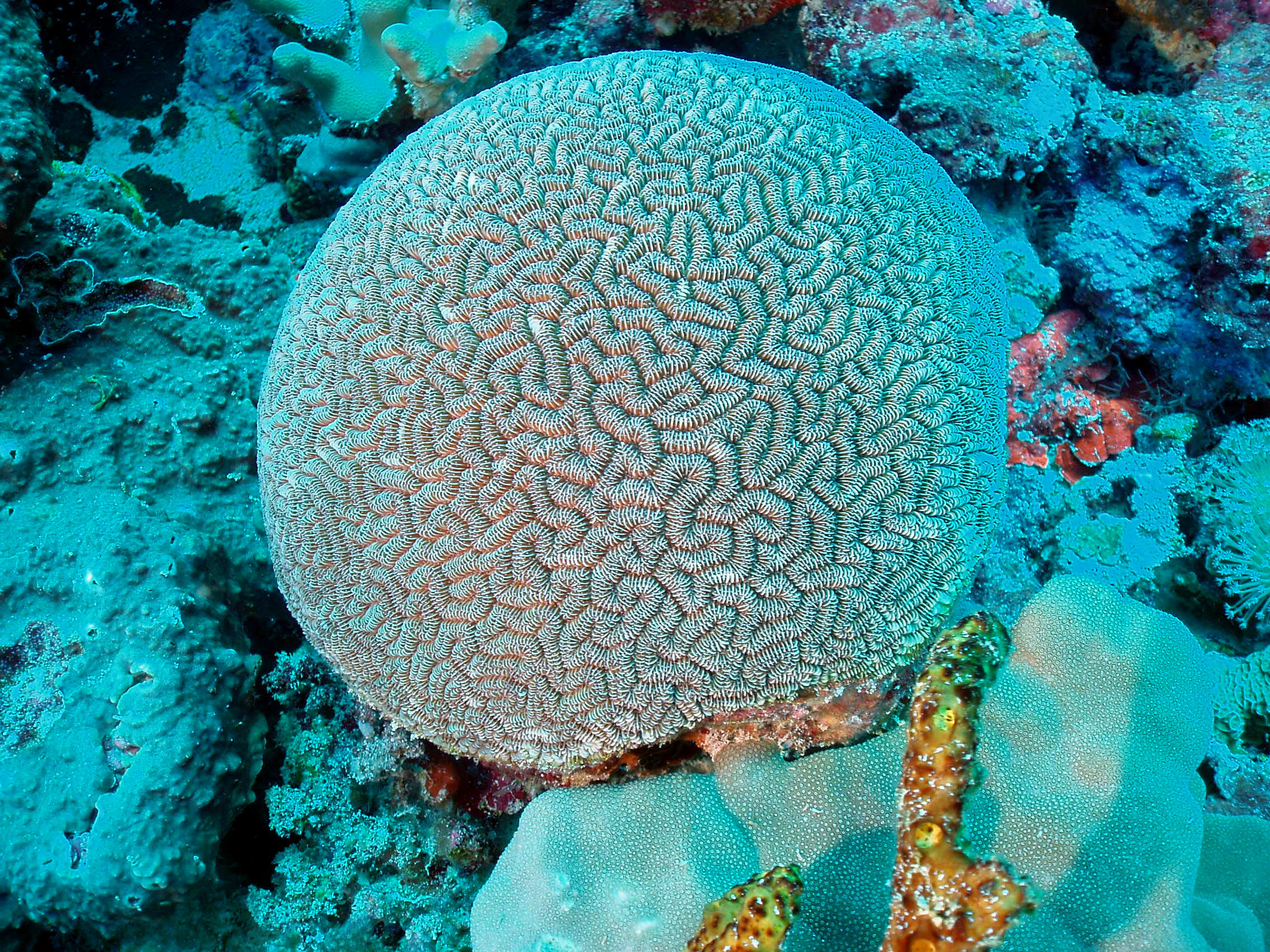